# TIM-100
Il TIM-100 è un computer sviluppato dal Mihajlo Pupin Institute in Serbia nel 1985, che veniva utilizzato negli uffici postali.
Il TIM-100 è dotato di una CPU Intel 80386 e di circuiteria VLSI. Può ospitare fino a 8 MB di memoria RAM, ed è inoltre equipaggiato con un lettore di floppy disk con la funzione di memoria di massa.
I sistemi operativi adottati erano NRT e TRANOS.